# Saint-Clément-sur-Durance
Saint-Clément-sur-Durance – miejscowość i gmina we Francji, w regionie Prowansja-Alpy-Lazurowe Wybrzeże, w departamencie Alpy Wysokie.

## Demografia
Według danych na rok 1990 gminę zamieszkiwało 191 osób, a gęstość zaludnienia wynosiła 7,6 osób/km². W styczniu 2015 r. Saint-Clément-sur-Durance zamieszkiwało 301 osób, przy gęstości zaludnienia wynoszącej 12,0 osób/km².